# التهاب الهلل المحجري
الْتِهابُ الهَلَلِ الحَجاجِيُّ التهاب يصيب الأنسجة الموجودة خلف الحاجز الحجاجي. يشير في الغالب لانتشار حاد للإصابة في محجر العين إما من الجيوب الأنفية المجاورة أو عن طريق الدم. عندما يصيب الجزء الخلفي من العين، يُطلق عليه التهاب الهلل خلف الحجاج.
يجب عدم الخلط بينه وبين التهاب الهلل حول الحجاج والذي يشير إلى التهاب الأنسجة الرخوة أمام الحاجز الحجاجي.

## العلامات والأعراض
تشمل العلامات والأعراض الآتي: ألم أثناء حركة العين، فقدان بصر مفاجئ، جحوظ العين الملتهبة وحدود في حركة العين. بالإضافة لتلك الأعراض يوجد احمرار وانتفاخ في جفن العين، ألم، افرازات، عدم القدرة على فتح العين وأحياناً ارتفاع في درجة الحرارة وإعياء. في الغالب يكون نتيجة التهاب مسبق في الجيوب الأنفية. الأسباب الأخرى تشمل التهاب في أنسجة مجاورة، رضوض وجراحة سابقة.

## الأسباب
التهاب الهلل الحجاجي في الغالب يكون سببه عدوى بكتيرية منتشرة عن طريق الجيوب الجارأنفية. قد يحدث عن طريق عدوى عن طريق الدم أو من التهاب في جلد جفن العين.عدوى الجهاز التنفسي العلوي، التهاب الجيوب الأنفية، والرضوض للعين، عدوى في العين أو في محيط العين كلها تزيد من خطر حدوث التهاب الهلل الحجاجي.
الثلاثة أنواع من البكتيريا التي قد تكون مسؤولة عن التهاب الهلل الحجاجي هي: المكورات العنقودية الذهبية، العقدية الرئوية والعقدية المقيحة.

## العلاج
العلاج الفوري مهم جدا لشخص مصاب بالتهاب الهلل الحجاجي. عادة ما يكون العلاج باستخدام المضادات الحيوية عن طريق الوريد (IV) في المستشفى والمراقبة المتكررة (كل 4-6 ساعات). يتم إجراء عدة اختبارات معملية بما في ذلك صورة دم كاملة ومزرعة دم.
- العلاج بالمضادات الحيوية

كلاً من البنسلين والسيفالوسبورين عادة ما تكون أفضل خيارات المضادات الحيوية عن طريق الوريد لعلاج المكورات العقدية الذهبية والعقدية الرئوية. ومع ذلك، نتيجة للارتفاع المتزايد لجرثومة (المكورات العنقودية الذهبية المقاومة للميثيسيلين ) فيمكن علاجها باعطاء فانكوميسين، كليندامايسين، أو دوكسيسايكلين. إذا لوحظ التحسن بعد 48 ساعة من اعطاء المضادات الحيوية عن طريق الوريد، يمكن حيتها النظر في تحويل المريض للمضادات الحيوية عن طريق الفم (التي يجب أن تُستخدم لمدة 2-3 أسابيع).
- التدخل الجراحي

وجود خراج يمكن أن يهدد الرؤية أو الحالة العصبية لمريض مصاب بالتهاب الهلل الحجابي، لذلك أحيانا التدخل الجراحي ضروري. الجراحة عادة ما يتطلب تصريف الجيوب الأنفية وإذا وُجدَ خراج تحت السمحاق، حينها يكون تفريغه باستخدام المنظار الجراحي. بعد العملية، يجب على المريض المتابعة بانتظام مع الجراح وأن يبقى تحت الملاحظة.

## توقعات سير المرض
توقعات الشفاء من التهاب الهلل الحجاجي جيدة مع تلقي العلاج الصحيح على الرغم من أنه يعتبر أحد حالات العيون الطارئة.

## معدلات الوفاة والعمى بدون العلاج
المسار الطبيعي للمرض، كما هو موثق من قِبَل غامبل (1933)، في عصر ما قبل المضادات الحيوية، أسفرت عن وفاة 17% من المرضى والعمى الدائم في 20%.

## المضاعفات
تشمل المضاعفات الصمم، عدوى في الدم، التهاب السحايا، خثار الجيب الكهفي وتلف العصب البصري (والذي بدوره قد يؤدي للعمى).

## الوصلات الخارجية
- University of Toronto
- MedlinePlus.
- Merck Manual.
- Handbook of Ocular Disease Management.
- Orbital Cellulitis Photos and Medical Notes Case Study and discussion of misdiagnosis by four hospitals for the same patient.
- American Academy of Ophthamology
- Death Rates for Orbital Cellulitis[وصلة مكسورة]
- Pub Med Health - Orbital Cellulitis